# 4854 Edscott
4854 Edscott eller 1981 ED27 är en asteroid i huvudbältet som upptäcktes den 2 mars 1981 av den amerikanska astronomen Schelte J. Bus vid Siding Spring-observatoriet. Den är uppkallad efter Edward Scott.
Asteroiden har en diameter på ungefär 10 kilometer och den tillhör asteroidgruppen Eos.